# August Benninghaus
August Benninghaus (Druchhorn, 7 de noviembre de 1880 – campo de concentración de Dachau, 20 de julio de 1942), fue un sacerdote jesuita alemán y mártir de la Iglesia católica.

## Historia
El padre August Benninghaus SJ nació el 7 de noviembre de 1880 en Druchhorn, norte de Alemania. El 26 de abril de 1900, se unió al noviciado jesuita en el castillo de Bleijenbeek, Países Bajos. A partir de 1902 estudió filosofía y teología en el Ignatiuskolleg en Valkenburg, Países Bajos. En 1907, la orden lo envió a Bombay, India, donde trabajó en la St. Xavier's High School en Bombay, India, donde se les enseñó a miembros de varias comunidades religiosas. El 24 de agosto de 1913, fue ordenado sacerdote por el arzobispo de Colonia y más tarde cardenal Felix von Hartmann en presencia de sus padres en Valkenburg, Países Bajos. Hasta 1941 trabajó como maestro de retiros y misionero en Münster, Alemania.
Su naturaleza abierta inevitablemente lo puso en conflicto con la Gestapo. Durante una semana de oración en Ankum, Alemania, en 1934, el padre Benninghaus tuvo que responder por un sermón ante el líder del grupo local de NADAP. El 27 de junio de 1941, fue arrestado por la Gestapo en Münster y trasladado al campo de concentración de Sachsenhausen. Allí fue golpeado por dos hombres de las SS e tal manera que cayó y golpeó el borde de una mesa. Sufrió una conmoción cerebral de la que no se recuperó hasta su muerte.

## El campo de concentración de Dachau
El 11 de marzo de 1942, el padre Benninghaus fue trasladado al campo de concentración de Dachau, cerca de Múnich, onde los sacerdotes católicos se reunieron en el bloque especial 26. Alrededor del 25 por ciento de los religiosos pertenecían a la orden jesuita. Estaba con el recluso número 29 373 en el bloque 24/1, el bloque de discapacidad adicional, destinado a la gaseación en el castillo de Hartheim, Austria.
La declaración del líder del campo lo golpeó particularmente fuerte: "¡El pueblo alemán os expulsó!". Él era alemán y un fiel servidor de Dios al mismo tiempo.
Los testigos informan que el Viernes Santo, 3 de marzo de 1942, tuvo que subir al tercer piso de la caja de la cama. A partir de ahí, debe cantar el himno religioso alemán “¡Oh rostro herido y ensangrentado!”. Completamente debilitado, finalmente lo hizo después de muchos golpes con una voz débil.
Como resultado del hambre, el constante dolor de cabeza y la debilidad, su estado físico y mental se deterioró hasta que finalmente lo llevaron a la enfermería.
Murió de hambre el 20 de julio de 1942, no tenía 62 años.
El 31 de agosto de 1942, una urna con cenizas fue enterrada en el cementerio de Ankum. En la tumba están las palabras: "Martirio Dachau".

## Posteridad
En honor y advertencia, el municipio de Ankum nombró una calle a la entrada de Ankum en honor al padre Benninghaus. Una placa de bronce en el duomo de Ankum lo conmemora. La escuela secundaria de Ankum lleva el nombre de August Benninghaus.
La iglesia lo ha incluido en su martirologio. Su memorial es el 20 de julio.

## Cita
```
"¡Ser real, ser verdadero, ser completo!"
Padre August Benninghaus SJ (1880-1942)
```